# François Domis
François Joseph Ghislain Domis (1776-1835) est un membre du Congrès national de Belgique.

## Formation
Il avait étudié le droit à l'École de droit de Bruxelles (Université impériale) en 1806-1807.

## Opinions
Catholique modéré.
Il était également considéré comme orangiste car il n'avait pas voulu voter l'exclusion définitive de la Maison d'Orange.

## Carrière politique
Il est un élu de l'arrondissement de Malines.